# Monte Bisbino
Le Monte Bisbino est une montagne qui s'élève à 1 325 m d'altitude à l'ouest du lac de Côme, dans les Alpes lépontines en Italie du Nord.
Il se trouve à seulement 200 mètres au sud de la frontière suisse. Il peut être atteint grâce à une route carrossable. Une église se trouve sur son sommet.